# اندی میکیتا
اندی میکیتا (انگلیسی: Andy Mikita) کارگردان فیلم، کارگردان تلویزیونی و تهیه‌کننده اهل کانادا است.
از فیلم‌ها یا مجموعه‌های تلویزیونی که وی در آن‌ها نقش داشته‌است، می‌توان به دروازه ستارگان اس‌جی-۱ اشاره نمود.